# 番婆坟
24°57′22″N 121°4′23″E / 24.95611°N 121.07306°E
番婆坟，是臺灣桃園市新屋區的一個傳統地域名稱，位於該區南部。相較於今日行政區，其範圍大致為社子里西南半部。

## 歷史
台灣清治末期至日治初期，番婆坟地區為一街庄，稱為「番婆坟庄」，隸屬於竹北二堡。該庄東北與社仔庄為鄰，東南與員笨庄為鄰，西南邊為下陰影窩庄、十五間庄、大坡庄，西北邊為槺榔庄。
1901年（日治明治三十四年）11月，全台廢縣廳改設二十廳，該庄隸屬於桃仔園廳。1903年（明治三十六年），改名桃園廳。1909年（明治四十二年）10月，合併二十廳為十二廳，該庄隸屬不變。1920年（大正九年），廢十二廳改設五州二廳，該庄改制為「番婆坟」大字，隸屬於新竹州中壢郡新屋庄。
戰後新屋庄改制為新屋鄉，隸屬於新竹縣，大字亦改制為村。1950年桃、竹、苗分治，新屋鄉改隸屬於桃園縣。2014年12月，桃園縣升格為直轄桃園市，新屋鄉改制為新屋區，村亦改制為里。

## 交通
區道桃100線是上槺榔至九斗的道路，大致以西北—東南走向轉西南—東北走向經過本地區西北部及東北部邊界地帶。由該道路向西北可前往上槺榔並止於區道桃104線路口，向東北可前往銀店，後轉南南東再轉東南可前往紅崁頭並止於市道115號路口。
區道桃106線是笨港至老飯店的道路，大致以橫向蜿蜒經過本地區南部邊界地帶。由此道路向西轉西北可前往十五間、大坡、笨港並止於省道台15線路口，向東轉東南可前往員笨、上陰影窩的老飯店並止於市道115號路口。

## 學校
- 社子國小